# سرجس سابح
سرجاس سابح (الاسم العلمي: Sargassum natans) هو نوع من الطلائعيات يتبع جنس السرجاس من فصيلة السرجاسية